# Wilson Ndolo Ayah

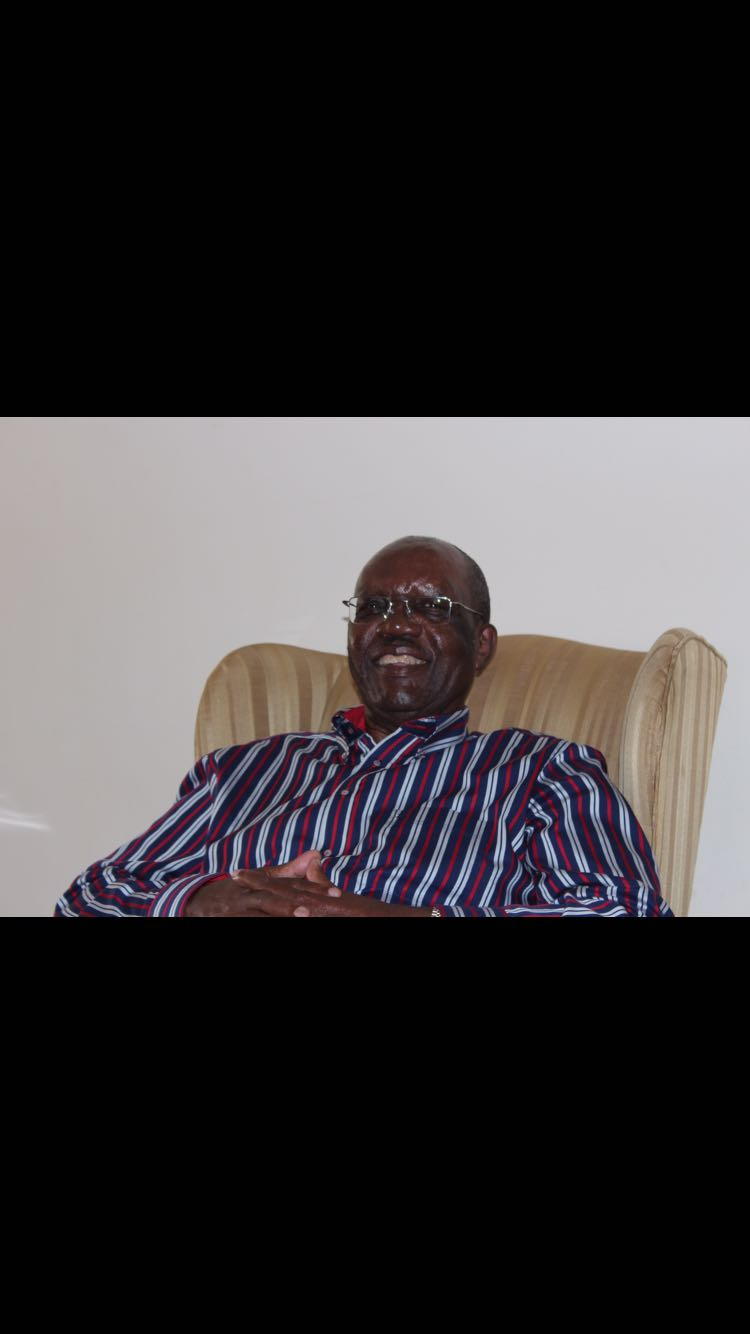
Imagem do político queniano Wilson Ndolo Ayah.

Wilson Ndolo Ayah (29 de abril de 1932 - 16 de março de 2016) foi um político queniano. Ele serviu como Ministro das Relações Exteriores de 1990 a 1993 durante o retorno do Quénia para um sistema multipartidário de governo. Ndolo Ayah serviu no governo de Daniel Arap Moi como ministro de 18 de agosto de 1987, quando foi nomeado primeiro-ministro da Pesquisa de Ciência e Tecnologia.